# Benigno Fitial
 (juin 2019).
Si vous disposez d'ouvrages ou d'articles de référence ou si vous connaissez des sites web de qualité traitant du thème abordé ici, merci de compléter l'article en donnant les références utiles à sa vérifiabilité et en les liant à la section « Notes et références ».
Benigno Repeki Fitial, né le 27 novembre 1945 à Saipan, est un ancien gouverneur des îles Mariannes du Nord du 9 janvier 2006 au 20 février 2013 où il démissionne à la suite d'une affaire de corruption pour être remplacé par Eloy Inos son vice-gouverneur depuis 2009. Il était auparavant le speaker, ou président de la chambre territoriale, de la quatorzième législature. Il est en outre membre du Covenant Party, fondé par lui en 2001 mais qu'il quitte en 2011 pour le Parti républicain.
Il a été élu dans la troisième circonscription, Saipan et îles du Nord.

## Biographie
Né le 27 novembre 1945 et ayant grandi dans une famille de Satawal , Fitial est diplômé du lycée avec mention honorable au mont Saipan. Carmel School en 1964. Il a obtenu un baccalauréat en administration des affaires avec une spécialisation en gestion des affaires de l' Université de Guam. Il est reconnu en tant qu'ancien distingué de l'Université de Guam.  
Fitial est le premier gouverneur élu d' origine carolinienne du Commonwealth des Îles Mariannes du Nord (CNMI). Les Caroliniens sont autochtones aux îles Caroline et les ancêtres de la plupart des Caroliniens vivant dans les îles Mariannes du Nord y ont immigré au début du XIXe siècle, issus des groupes d'îles Yap et Chuuk de l'actuel État fédéré de Micronésie . Les Chamorro sont les habitants autochtones des Mariannes et les anciens vainqueurs des élections au poste de gouverneur au CNMI ont été Chamorro.
L'ancien gouverneur est marié à Josie Fitial (née Padiermos), une Philippine qui, en 1983, a été transférée au CNMI en tant que contractuelle, où les Philippins sont plus nombreux que les résidents de toutes les ethnies des îles du Pacifique. Padiermos, comme beaucoup de Philippins, a déménagé à l’étranger à la recherche d’un emploi dans le but d’envoyer une aide financière aux membres de la famille encore aux Philippines. Le couple s'est rencontré alors qu'elle travaillait comme serveuse à Saipan. Ils ont deux enfants ensemble, Patrick et Christina, en plus des quatre enfants d'un mariage précédent de Benigno Fitial, Jason, Cathy, Junella et Julie. 